# Tratamiento experimental contra el cáncer
Los tratamientos experimentales contra el cáncer son terapias médicas destinadas a tratar el cáncer mejorando, suplementando o reemplazando los métodos convencionales (cirugía, quimioterapia, radiación e inmunoterapia).
Los tratamientos enumerados a continuación varían entre las terapias teóricas y las terapias controvertidas no probadas. Se alega también que muchos de estos tratamientos ayudan solo contra formas específicas de cáncer. No es una lista de tratamientos que estén ampliamente disponibles en los hospitales.

## Estudiando tratamientos para el cáncer
Los dos objetivos de la investigación son: determinar si el tratamiento realmente funciona (llamado eficacia del tratamiento) y si es lo suficientemente seguro. Los procesos regulatorios intentan equilibrar los beneficios potenciales con los daños potenciales, de modo que las personas que reciben el tratamiento tengan más probabilidades de beneficiarse de él que de verse perjudicadas.
La investigación médica sobre el cáncer comienza casi siempre como la investigación de cualquier otra enfermedad: estudios organizados de nuevos tratamientos,  desarrollo preclínico de fármacos, dispositivos y técnicas que comienzan a realizarse en los laboratorios, ya sea con células aisladas o en animales pequeños, con mucha mayor frecuencia en ratas o ratones. En otros casos, el tratamiento propuesto para el cáncer ya se usa para otras afecciones médicas, en cuyo caso se conoce más sobre su seguridad y eficacia potencial.
Los ensayos clínicos son los estudios que se hacen de los tratamientos aplicados en humanos. Las primeras pruebas en humanos de un posible tratamiento se llaman estudios de Fase I. Los primeros ensayos clínicos normalmente se realizan sobre un número muy pequeño de pacientes, y el objetivo es identificar los principales problemas de seguridad y la dosis máxima tolerada, que es la dosis más alta que no produce efectos adversos graves o mortales. La dosis administrada en estos ensayos puede ser demasiado pequeña para producir algún efecto útil. En la mayoría de las investigaciones, estos ensayos iniciales pueden realizarse en personas sanas, pero los estudios de cáncer normalmente inscriben solo a personas con formas relativamente graves de la enfermedad en esta etapa de prueba. En promedio, el 95% de los participantes en estos ensayos iniciales no reciben ningún beneficio, pero todos están expuestos al riesgo de efectos adversos. La mayoría de los participantes muestran signos de sesgo de optimismo (la creencia irracional de que se corre un riesgo menor de experimentar un evento negativo en comparación con los demás).
Los estudios posteriores, llamados estudios de Fase II y Fase III, inscriben a más personas, y el objetivo es determinar si el tratamiento realmente funciona. Los estudios de Fase III son frecuentemente ensayos controlados aleatorios, y el tratamiento experimental se compara con el mejor tratamiento actual disponible en lugar de con un placebo. 

## Tratamientos bacteriales
Los medicamentos quimioterapéuticos tienen dificultades para penetrar en los tumores y atacarlos en su núcleo porque estas células pueden carecer de un buen suministro de sangre. Los investigadores han estado usando bacterias anaeróbicas, como Clostridium novyi, para tratar de consumir el interior de tumores pobres en oxígeno. Estos tumores deberían morir después cuando entran en contacto con las partes oxigenados del tumor, lo que significa que serían inofensivos para el resto del cuerpo. Un problema importante ha sido que las bacterias no consumen todas las partes del tejido maligno. Sin embargo, combinar esta terapia con tratamientos quimioterapéuticos puede ayudar a resolver este problema.
Otra estrategia es usar bacterias anaeróbicas que han sido transformadas con una enzima que puede convertir un profármaco no tóxico en un fármaco tóxico. Con la proliferación de las bacterias en el área necrótica e hipóxicas del tumor, la enzima se expresa únicamente dentro de él. Por lo tanto, un profármaco aplicado sistémicamente se metaboliza en la droga tóxica solo en el tumor. Esto ha demostrado ser efectivo con el anaerobio no patógeno Clostridium sporogenes.

## Terapias con medicamentos

### HAMLET (alpha-lactalbumin humano convertido en letal para las células tumorales)
El HAMLET (alpha-lactalbumin humano convertido en letal para las células tumorales) es un complejo molecular derivado de la leche materna humana que mata las células tumorales mediante un proceso similar a la muerte celular programada (apoptosis). Se ha probado en humanos con papilomas cutáneos y cáncer de vejiga.

### Dicloroacetato
Se ha descubierto que el dicloroacetato  reduce los tumores in vivo en ratas y tiene un mecanismo científico plausible: el DCA parece reactivar las mitocondrias suprimidas en algunos tipos de células tumorales carentes de oxígeno y, por lo tanto, promueve la apoptosis. Debido a que se probó para otras patologías, se sabe que el DCA es relativamente seguro, está disponible y es económico, y se puede tomar por vía oral como una píldora, lo cual es muy conveniente. Cinco pacientes con cáncer cerebral fueron tratados con DCA en un ensayo clínico, y los autores dicen que el tratamiento logró "probablemente" aumentar la vida de cuatro. Sin embargo, sin una gran prueba controlada, es imposible decir si la droga es realmente efectiva contra el cáncer.

### Quercetina
La quercetina es un compuesto flavonoide principal y un excelente antioxidante que destruye los radicales libres y promueve la apoptosis. In vitro muestra cierta actividad antitumoral en el cáncer oral y la leucemia. Las células de cáncer de próstata y piel cultivadas mostraron una mortalidad significativa (en comparación con las células no malignas) cuando se trataron con una combinación de quercetina y ultrasonido. Hay que tener en cuenta que el ultrasonido también promueve la absorción tópica hasta 1.000 veces, por lo que el uso de quercetina tópica y ultrasonido es una propuesta interesante.
La alta ingesta dietética de frutas y verduras se asocia con la reducción del cáncer, y algunos científicos, como Gian Luigi Russo en el Instituto de Ciencias de los Alimentos en Italia, sospechan que la quercetina puede ser parcialmente responsable. La investigación muestra que la quercetina influye en los mecanismos celulares in vitro y en estudios con animales. Según la Sociedad Americana del Cáncer, "no hay evidencia clínica confiable de que la quercetina pueda prevenir o tratar el cáncer en humanos".

### Terapia de potenciación de la insulina
La terapia de potenciación de la insulina consiste en inyectar insulina, generalmente junto con medicamentos convencionales contra el cáncer, en la creencia de que esto mejora el efecto general del tratamiento. En "quackwatch.org" se opina: "la terapia de potenciación de la insulina (IPT) es uno de varios tratamientos peligrosos no probados que promueve un pequeño grupo de profesionales sin evidencia confiable de que funcione.

### Fármacos que restablecen la actividad de p53
Se están desarrollando varias terapias farmacológicas basadas en p53, el gen supresor tumoral que protege la célula en respuesta al daño y al estrés. Es parecido a decidir qué hacer con un automóvil dañado: el gen p53 detiene todo y luego decide si reparar la célula o, si la célula no puede repararse, destruir la célula. Esta función protectora del p53 está desactivada en la mayoría de las células cancerosas, lo que les permite multiplicarse sin control. Se ha demostrado que la restauración de la actividad de p53 en tumores (cuando es posible) inhibe el crecimiento tumoral e incluso puede reducir el tamaño del tumor.
Como los niveles de proteína p53 generalmente se mantienen bajos, se podría bloquear su degradación y permitir que se acumulen grandes cantidades de p53, estimulando así la actividad de p53 y sus efectos antitumorales. Los medicamentos que utilizan este mecanismo incluyen nutlin y MI-219, que están ambos en fase I de ensayos clínicos. También hay otros medicamentos que aún se encuentran en la etapa de prueba preclínica, como RITA y MITA.

### BI811283
BI811283 es un inhibidor de molécula pequeña de la proteína quinasa aurora B que está desarrollando Boehringer Ingelheim para su uso como agente anticancerígeno. El BI 811283 se encuentra actualmente en las primeras etapas de desarrollo clínico y se está sometiendo a ensayos clínicos en humanos en pacientes con tumores sólidos y leucemia mieloide aguda.

## Terapia de genes
Se ha pensado que la introducción de genes supresores de tumores en las células que se dividen rápidamente puede ralentizar o detener el crecimiento tumoral. Los adenovirus son un vector comúnmente utilizado para este propósito. Muchas investigaciones se han centrado en el uso de adenovirus que no pueden reproducirse, o reproducirse solo en una medida limitada, dentro del paciente para garantizar la seguridad, evitando la destrucción citolítica de células no cancerosas infectadas con el vector. Sin embargo, los nuevos estudios se centran en los adenovirus que pueden reproducirse y destruyen las células cancerosas en el proceso, ya que la capacidad de los adenovirus de infectar células normales se ve disminuida sustancialmente, lo que puede resultar en un tratamiento mucho más efectivo. Otro uso de la terapia génica es la introducción de enzimas en estas células que las hacen susceptibles a agentes de quimioterapia específicos; los estudios con la introducción de timidina quinasa en gliomas, que los hacen susceptibles al aciclovir, se encuentran en su etapa experimental.

## Opciones epigenéticas
La epigenética es el estudio de los cambios hereditarios en la actividad genética que no son causados por cambios en la secuencia del ADN, a menudo como resultado del daño ambiental o dietético a los receptores de histonas dentro de la célula. La investigación actual ha demostrado que los fármacos epigenéticos podrían ser un reemplazo o una terapia adyuvante para los métodos de tratamiento actualmente aceptados, como la radiación y la quimioterapia, o podrían mejorar los efectos de estos tratamientos actuales. Se ha demostrado que el control epigenético de las regiones de protoonco y las secuencias supresoras de tumores mediante cambios conformacionales en las histonas afecta directamente a la formación y progresión del cáncer. La epigenética también tiene el factor de reversibilidad, una característica que otros tratamientos contra el cáncer no ofrecen.
Algunos investigadores, como Randy Jirtle, PhD, del Centro Médico de la Universidad de Duke, creen que la epigenética podría tener un papel más importante en la enfermedad que la genética.

## Terapia de la telomerasa
Debido a que la mayoría de las células malignas dependen de la actividad de la proteína telomerasa para su inmortalidad, se ha propuesto que un fármaco que inactiva la telomerasa podría ser eficaz contra un amplio espectro de tumores malignos. Al mismo tiempo, la mayoría de los tejidos sanos del cuerpo expresan poca o ninguna telomerasa, y funcionarían normalmente en su ausencia. Actualmente, el hexafosfato de inositol, que está disponible sin receta, se está sometiendo a pruebas en la investigación del cáncer debido a sus capacidades inhibidoras de la telomerasa.
Varios grupos de investigación han experimentado con el uso de inhibidores de la telomerasa en modelos animales y, desde 2005 y 2006, se están llevando a cabo ensayos clínicos humanos en fase I y II. Geron Corporation está llevando a cabo dos ensayos clínicos con inhibidores de la telomerasa. Uno usa una vacuna (GRNVAC1) y el otro usa un oligonucleótido lipidado (GRN163L).

## Terapias de radiación

### Terapia fotodinámica
La terapia fotodinámica (TFD) generalmente es un tratamiento no invasivo que utiliza una combinación de luz y un fármaco fotosensible, como 5-ALA, Foscan, Metvix, Tookad, WST09, WST11, Photofrin o Visudyne. El fármaco se activa con luz de una longitud de onda específica.

### Terapia de hipertermia
La aplicación localizada y de cuerpo entero de calor se ha propuesto como una técnica para el tratamiento de tumores malignos. El calentamiento intenso causará la desnaturalización y la coagulación de las proteínas celulares, matando rápidamente las células dentro de un tumor.
Un calentamiento moderado más prolongado a temperaturas de unos pocos grados por encima de lo normal (39,5 °C) puede causar cambios más sutiles. Un tratamiento térmico suave combinado con otras tensiones puede causar la muerte celular por apoptosis. Hay muchas consecuencias bioquímicas en la respuesta de choque térmico dentro de la célula, como la división celular más lenta y una mayor sensibilidad a la radioterapia ionizante. El objetivo de sobrecalentar las células tumorales es crear una falta de oxígeno para que las células se sobrecalienten, lo que conduce a la falta de nutrientes en el tumor. Esto, a su vez, interrumpe el metabolismo de las células, de modo que puede aparecer la muerte celular (apoptosis). En ciertos casos, la quimioterapia o la radiación que no han tenido ningún efecto anteriormente pueden convertirse en efectivas. La hipertermia altera las paredes celulares por medio de las llamadas proteínas de choque térmico. Las células cancerosas reaccionan mucho más eficazmente a los citostáticos y la radiación. Si la hipertermia se usa concienzudamente, no tiene efectos secundarios graves
Hay muchas técnicas mediante las que se puede suministrar calor. Algunas de las más comunes incluyen el uso de ultrasonido focalizado (FUS o HIFU), calentamiento por microondas, calentamiento por inducción, hipertermia magnética y aplicación directa de calor mediante el uso de una solución salina calentada y bombeada a través de catéteres. Se han realizado experimentos con nanotubos de carbono que se unen selectivamente a células cancerosas. Luego se usan láseres que pasan inofensivamente a través del cuerpo, pero calientan los nanotubos, lo que causa la muerte de las células cancerosas. Se han obtenido resultados similares con otros tipos de nanopartículas, incluidas las nanocápsulas y nanocables revestidas de oro que tienen ciertos grados de "capacidad de ajuste" de las propiedades de absorción de las nanopartículas a la longitud de onda de la luz para la irradiación. El éxito de este enfoque para el tratamiento del cáncer descansa en la existencia de una "ventana óptica" en la que el tejido biológico (es decir, células sanas) es completamente transparente a la longitud de onda de la luz láser, mientras que las nanopartículas absorben en la misma longitud de onda. Tal "ventana" existe en la llamada región del infrarrojo cercano del espectro electromagnético. De esta manera, la luz láser puede pasar a través del sistema sin dañar el tejido sano, y solo las células enfermas, donde residen las nanopartículas, se calientan y son eliminadas.
La hipertermia magnética utiliza nanopartículas magnéticas, que se pueden inyectar en los tumores y luego generar calor cuando se someten a un campo magnético alterno
Uno de los desafíos de la terapia térmica es administrar la cantidad adecuada de calor a la parte correcta del cuerpo del paciente. Una gran parte de la investigación actual se centra en posicionar con precisión los dispositivos de suministro de calor (catéteres, microondas y aplicadores de ultrasonido, etc.) utilizando ultrasonido o imágenes de resonancia magnética, así como de desarrollar nuevos tipos de nanopartículas que los hacen absorbedores particularmente eficientes mientras tiene  poca o no preocupante toxicidad en el sistema de circulación. Los médicos también esperan utilizar técnicas de imagen avanzadas para controlar los tratamientos de calor en tiempo real: los cambios inducidos por el calor en los tejidos a veces son perceptibles con estos instrumentos de imagen. En la hipertermia magnética o el método de hipertermia con fluido magnético, será más fácil controlar la distribución de la temperatura mediante el control de la velocidad de inyección de ferrofluido y el tamaño de las nanopartículas magnéticas.

### Tratamiento de cáncer no invasivo
Este tratamiento preclínico implica el uso de ondas de radio para calentar los metales minúsculos que se implantan en el tejido canceroso. Los candidatos más probables son las nanopartículas de oro o los nanotubos de carbono. Se han llevado a cabo ensayos preclínicos prometedores, aunque es posible que los ensayos clínicos no se lleven a cabo todavía durante algunos años más.
Otro método totalmente no invasivo conocido como Tumor Treating Fields ya ha alcanzado el estadio de ensayo clínico en muchos países. El concepto aplica un campo eléctrico a través de una región tumoral usando electrodos externos al cuerpo. Las pruebas exitosas han demostrado que la efectividad del proceso es mayor que con la quimioterapia, no hay efectos secundarios y solo se pierde un tiempo insignificante de las actividades diarias normales. Este tratamiento aún se encuentra en etapas de desarrollo muy tempranas para muchos tipos de cáncer.
El ultrasonido focalizado de alta intensidad (HIFU) aún se encuentra en fases de investigación en muchos lugares del mundo. En China cuenta con la aprobación de CFDA y se han establecido más de 180 centros de tratamiento en China, Hong Kong y Corea. HIFU se ha usado con éxito para tratar el cáncer y destruir tumores de los huesos, el cerebro, los senos, el hígado, el páncreas, el recto, los riñones, los testículos y la próstata. Varios miles de pacientes han sido tratados de varios tipos de tumores. HIFU cuenta con la aprobación CE en cuidados paliativos para metástasis óseas. Experimentalmente, se han proporcionado cuidados paliativos para casos de cáncer de páncreas avanzado. El ultrasonido terapéutico de alta energía podría aumentar la carga de fármacos anticancerosos de mayor densidad y de nanomedicinas para llegar a los sitios tumorales unas 20 veces más que la terapia tradicional contra el cáncer de que se trate.

## Tratamientos electromagnéticos
Los tratamiento de tumores con campos es una nueva terapia de tratamiento contra el cáncer aprobada por la FDA que utiliza un campo eléctrico alterno para alterar la rápida división celular que tienen las células cancerosas.

## Tratamientos complementarios y alternativos
Los tratamientos de medicina complementaria y alternativa (CAM) están formados por el grupo de sistemas, prácticas y productos médicos y de atención médica que no son parte de la medicina convencional y no se ha demostrado que sean efectivos. La medicina complementaria por lo general se refiere a los métodos y sustancias utilizados junto con la medicina convencional, mientras que la medicina alternativa se refiere a los compuestos utilizados en lugar de la medicina convencional. El uso de CAM es común entre las personas con cáncer.
La mayoría de las medicinas complementarias y alternativas para el cáncer no han sido rigurosamente estudiadas o probadas. Algunos tratamientos alternativos que han demostrado ser ineficaces continúan siendo comercializados y promovidos.